# Jallans
Jallans är en kommun i departementet Eure-et-Loir i regionen Centre-Val de Loire strax norr om centrala Frankrike. Kommunen ligger i kantonen Châteaudun som tillhör arrondissementet Châteaudun. År 2022 hade Jallans 787 invånare.

## Befolkningsutveckling
Antalet invånare i kommunen Jallans
Referens:INSEE